# بنیو (اور-ا-لوار)
بنیو (به فرانسوی: Baigneaux) یک کمون (فرانسه) در فرانسه است که در canton of Orgères-en-Beauce واقع شده‌است. بنیو ۱۱٫۷۸ کیلومتر مربع مساحت دارد ۱۲۲ متر بالاتر از سطح دریا واقع شده‌است.